# Johan Rubach
Johan Rubach (Ruback, Rudback), född 1767, död 1834, var en svensk målarålderman, konterfejare.
Han var son till bildhuggaren Anders Rubach och Margareta Charlotta Höhl och gift första gången med Christina Ulrika Stadler och andra gången med Juliana Wendelius. Rubach var verksam i Stockholm där han omnämns som ålderman i Stockholms målarämbete 1826. Han renoverade och utförde viss ommålning av altaruppsatsen i Vallentuna kyrka 1826. Han utförde även mindre renoveringar av altaruppsatsen i Katarina kyrka samt på predikstolen i Skeppsholmskyrkan i Stockholm. 